# ترنس سیدنی ایری
ترنس سیدنی ایری (انگلیسی: Terence Airey; ۹ ژوئیهٔ ۱۹۰۰ – ۲۶ مارس ۱۹۸۳) فرد نظامی اهل بریتانیا بود. وی همچنین برندهٔ جوایزی همچون نشان حمام و نشان امپراتوری بریتانیا شده‌است.